# Frank Plasberg

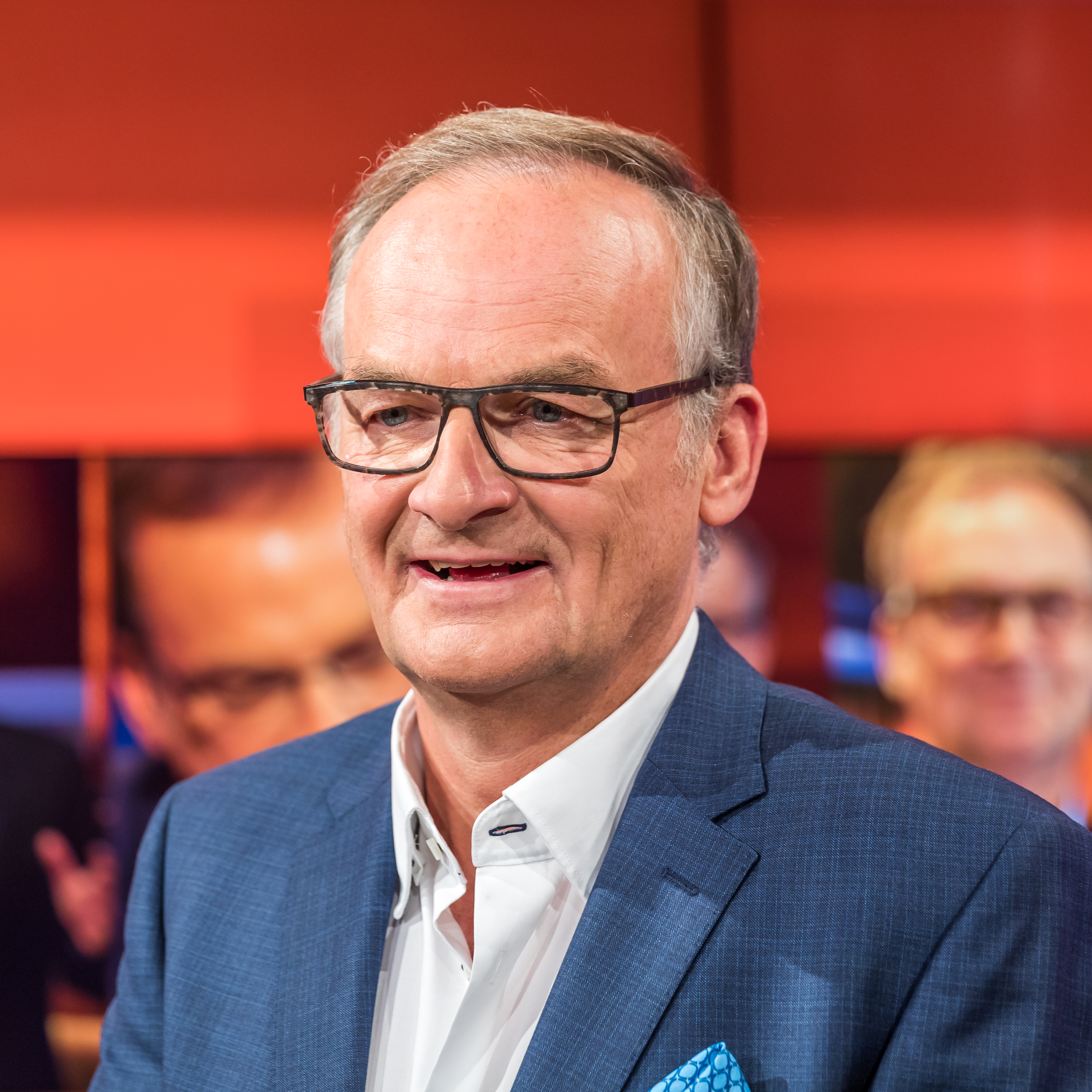
Frank Plasberg, 2022

Frank Plasberg (* 18. Mai 1957 in Remscheid) ist ein deutscher Journalist und ehemaliger Fernsehmoderator.

## Leben

### Wichtige Stationen seines Lebens
Frank Plasberg wurde als einziges Kind des kaufmännischen Angestellten Günter Plasberg (1927–2020) und seiner aus Hasten stammenden Frau Gudrun, geb. Maus (1929–2019), einer Kinderkrankenschwester, in Remscheid geboren und wuchs im Wermelskirchener Ortsteil Tente auf.
Plasberg lebt in Köln. Er war mit der WDR-Moderatorin Angela Maas verheiratet und hat mit ihr eine Tochter. Er lebt seit Juli 2007 mit der Fernsehmoderatorin Anne Gesthuysen zusammen. Im Januar 2011 wurde ein gemeinsamer Sohn geboren, die Eheschließung folgte im August 2012.

### Beruflicher Werdegang
Bereits als Schüler schrieb er als freier Mitarbeiter für die Rheinische Post, die in Wermelskirchen als Bergische Morgenpost verlegt wird. 1975 absolvierte er nach dem Abitur sein Volontariat bei der Schwäbischen Zeitung  in Leutkirch im Allgäu und leistete seinen Grundwehrdienst im Informations- und Pressestab im Bundesverteidigungsministerium in Bonn ab. Anschließend war er als Polizeireporter und Redakteur für die Münchner Abendzeitung tätig. In der Sendung Zimmer frei! erzählte Plasberg, er habe diese Arbeit als aufreibend empfunden und Freunde, die zu dieser Zeit studierten, um ihre Freizeit beneidet. 1980 begann er ein Studium der Theaterwissenschaft, Politik und Pädagogik in Köln, das er nach 17 Semestern abbrach. Seine erste Radiosendung startete er bei SWF3 im selben Jahr.
Von 1987 bis 2002 führte Plasberg gemeinsam mit Christine Westermann durch die WDR-Sendung Aktuelle Stunde, für die er ab 1993 auch als Redaktionsleiter verantwortlich war. 1988 führte er während der Geiselnahme von Gladbeck, wie andere Journalisten auch, Interviews mit den Geiselnehmern – ein Verhalten, das später vom deutschen Presserat verurteilt wurde. Der verantwortliche Redakteur im Studio entschied, das Interview nicht zu senden. Plasberg selbst erklärte noch 2003, damals als junger Reporter nichts falsch gemacht zu haben, er werde sich jedoch kein weiteres Mal so verhalten. Es sei Aufgabe der Polizei, solche Interviews zu verhindern, da es immer wieder Reporter geben werde, die aus wirtschaftlicher Not oder um ein Exklusivfoto zu erhaschen, Grenzen überschreiten.

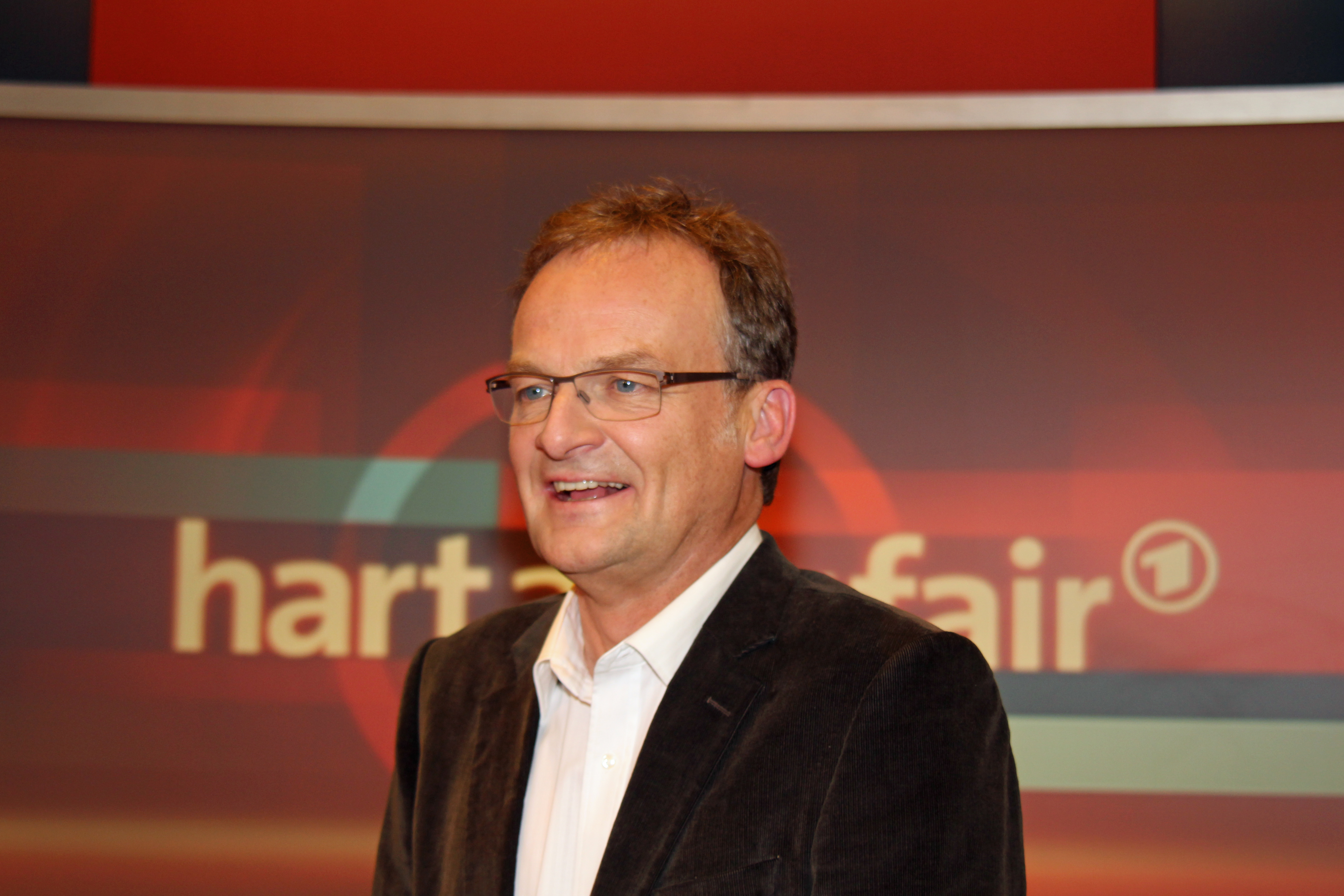
Frank Plasberg, ehemaliger Moderator von hart aber fair, 2012

Von 2001 bis 2022 moderierte Plasberg die Polittalkshow hart aber fair im WDR-Fernsehen. Seit dem 24. Oktober 2007 wurde diese im Ersten und auch auf tagesschau24 ausgestrahlt. Im September 2005 gründete er zusammen mit dem Produzenten Jürgen Schulte das Unternehmen Ansager & Schnipselmann GmbH & Co KG, das seinen Sitz in Düsseldorf hat und unter anderem hart aber fair produziert. Namensgebend für ihr Unternehmen waren die Funktionen der beiden Gesellschafter in hart aber fair: Plasberg als Moderator und Schulte als verantwortlicher Produzent der Einspielfilme. Am 9. Januar 2023 wurde Plasberg von Louis Klamroth als Moderator von hart aber fair abgelöst.
Die Quizsendung Die klügsten Kinder im Norden des Norddeutschen Rundfunks (NDR) moderierte Plasberg von 2008 bis 2015. Von 2008 bis 2022 war er Moderator der jährlichen Sendung 20xx – Das Quiz im Ersten. Er moderierte auch die vom WDR produzierte Talk-Sendung plasberg persönlich. 2012 war er Mitglied der Jury in der Quizsendung Der klügste Deutsche im Ersten.

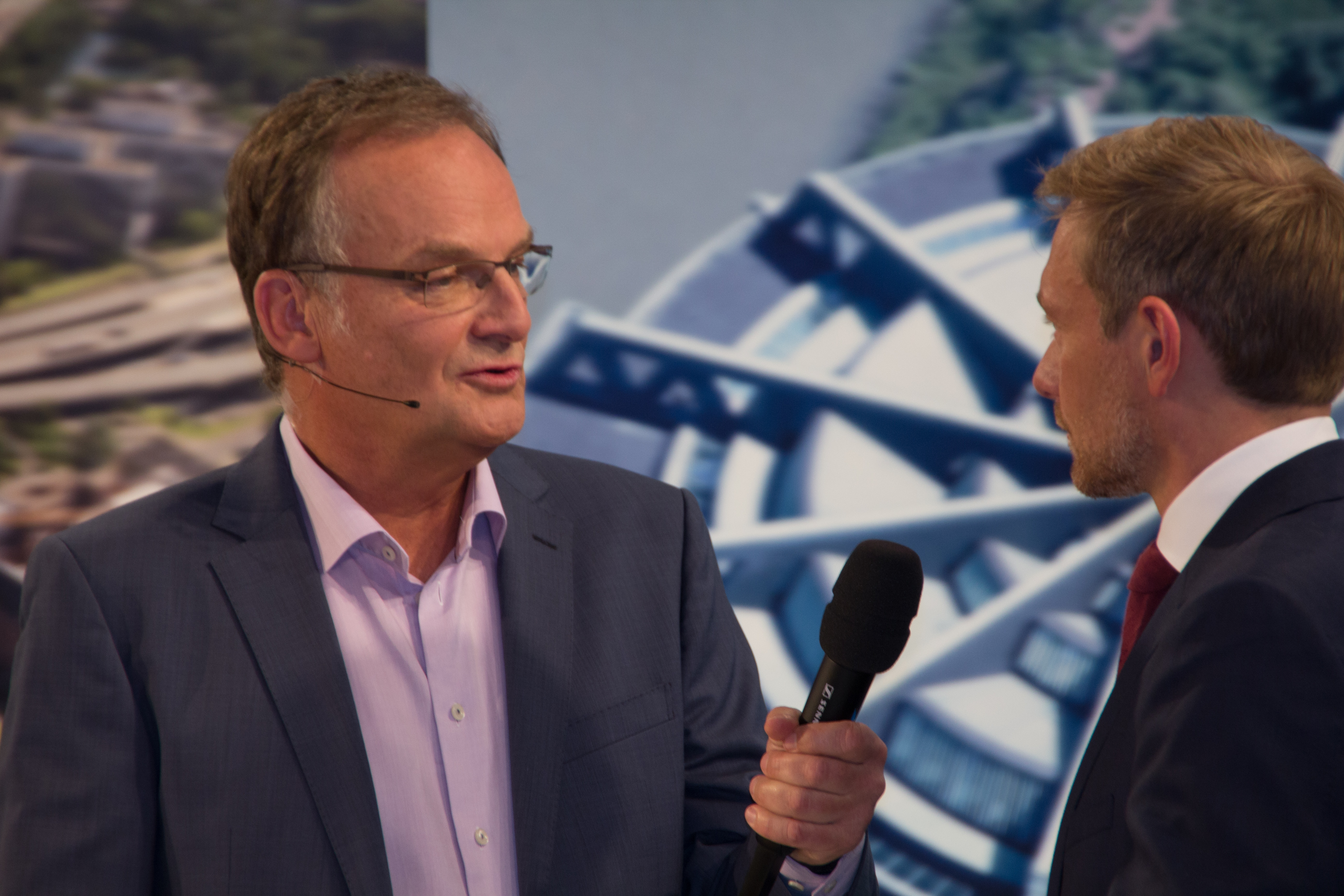
Frank Plasberg interviewte Christian Lindner am Wahlabend der Landtagswahl in Nordrhein-Westfalen am 14. Mai 2017 in Düsseldorf

Plasberg moderierte gemeinsam mit Jörg Schönenborn jeweils die Landtagswahl 2005, 2010, 2012 und 2017 für Nordrhein-Westfalen im Ersten und auf tagesschau24.
Am 13. September 2009 moderierte er gemeinsam mit Maybrit Illner, Peter Kloeppel und Peter Limbourg das Fernsehduell zur Bundestagswahl 2009 auf fünf Sendern (Das Erste, ZDF, RTL, Sat.1 und Phoenix).
Im Dezember 2022 beendete Frank Plasberg seine TV-Karriere. Mit dem Jahresrückblick 2022 – Das Quiz verabschiedete er sich am 30. Dezember nach 35 Jahren vom Fernsehen. Gegen Ende der Sendung wurde er hierbei von Bonnie Tyler überrascht, die It’s a Heartache für ihn sang. Seine letzte Ausgabe der Polittalkshow hart aber fair hatte er zuvor am 14. November moderiert.

## Moderation

### Früheres festes Mitglied im Rateteam
- 2016–2017: Paarduell, Das Erste

### Frühere Moderation
- 1987–2002: Aktuelle Stunde, WDR
- 2001–2022: hart aber fair, Das Erste
- 2008–2010: Die klügsten Kinder im Norden, NDR
- 2008–2015: Plasberg persönlich, WDR
- 2008–2022: 20xx – Das Quiz, Das Erste
- 2009–2011: Das Quiz der Deutschen, Das Erste
- 2012: Schlau wie die Tagesschau, Das Erste
- 2021: ARD-Morgenmagazin; ARD, ZDF, tagesschau24

### Einmalige/Vertretende Moderation
- 2021: Kölner Treff, WDR
- 2014: Loriot, ARD
- 2014: Tatort, Das Erste
- 2011: Die Show Für Deutschland – Countdown für Lena, Das Erste

### Einmaliger oder ehemaliger Mitwirkender
- 2021: Laschi und Lauti, WDR 2
- 2012: Gottschalk Live, Das Erste

### Sonstiges
Im Film Schutzengel, der von Til Schweiger im Jahr 2012 produziert wurde, hatte er eine Gastrolle. In der Romanverfilmung Er ist wieder da (2015) spielte Plasberg sich selbst.
Von 2016 bis 2017 trat Plasberg gemeinsam mit seiner Frau im Vorabendquiz Paarduell an, das vom Ersten einige Monate im Jahr jeweils montags bis freitags ausgestrahlt wurde und von Jörg Pilawa moderiert wurde. Auch diese Sendung wurde von seiner Produktionsfirma Ansager & Schnipselmann und Pilawas Firma Herr P. GmbH produziert.
Zum Laschi- und Lautiläum, der 200. Ausgabe am 25. März 2021, hatte Plasberg eine akustische Cameo-Gastrolle in der regelmäßig seit 2020 gesendeten Radio-Comedy Laschi und Lauti auf WDR 2, in der Armin Laschet und Karl Lauterbach persifliert werden.

## Bücher

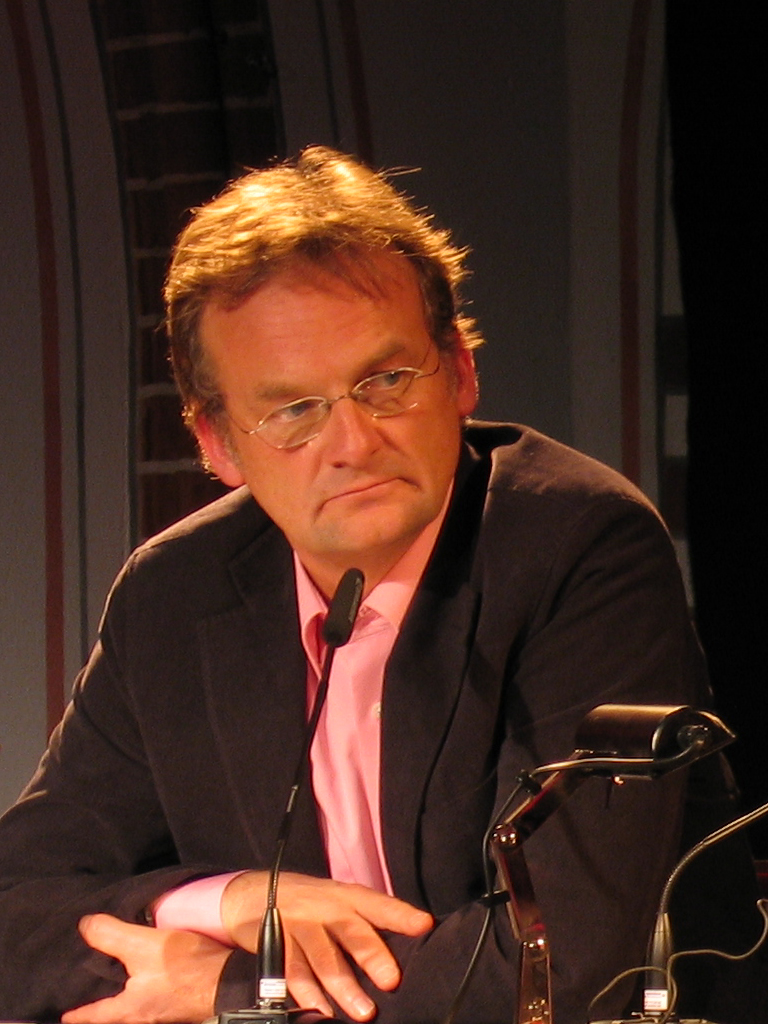
Frank Plasberg bei einer Veranstaltung im Rahmen der Lit.Cologne, 2008

- Der Inlandskorrespondent. Wenn Politik auf Wirklichkeit trifft (mit Klaus Frings). Kiepenheuer & Witsch, Köln 2007, ISBN 978-3-462-03924-5.
- Der Inlandskorrespondent. Deutschland – hart aber fair. Goldmann, München 2009, ISBN 978-3-442-15532-3.

## Auszeichnungen
- 2005: Adolf-Grimme-Preis für hart aber fair (zusammen mit Stefan Wirtz und Jürgen Schulte)[14]
- 2005: Ernst-Schneider-Preis
- 2005: Hanns-Joachim-Friedrichs-Preis
- 2005: Journalist des Jahres im Bereich „Politik“ (zusammen mit Alice Schwarzer)
- 2006: Bayerischer Fernsehpreis im Bereich Information für die Moderation von hart aber fair
- 2006: Journalist des Jahres im Bereich „Politik“ (verliehen von der Medienzeitschrift MediumMagazin)
- 2008: Bambi in der Kategorie „Moderation“[15]
- 2013: Sprachwahrer des Jahres 2012 der Deutschen Sprachwelt[16]